# جونيور سانتوس (لاعب كرة قدم)
جونيور سانتوس (هانغل: 나타나에우 지 소자 산투스 주니오르) (بالبرتغالية: Natanael de Souza Santos Junior‏) هو لاعب كرة قدم برازيلي وكوري جنوبي في مركز الهجوم، ولد في 25 ديسمبر 1985 في مورتوغابا في البرازيل. لعب مع جيجو يونايتد وسوون سامسونغ بلووينغز ونادي سي آر بي ونادي ووهان.

## وصلات خارجية
- جونيور سانتوس (لاعب كرة قدم) على موقع دوري كوريا الجنوبية (الإنجليزية)
- جونيور سانتوس (لاعب كرة قدم) على موقع Soccerway.com (الإنجليزية)